# Operazione Rabat

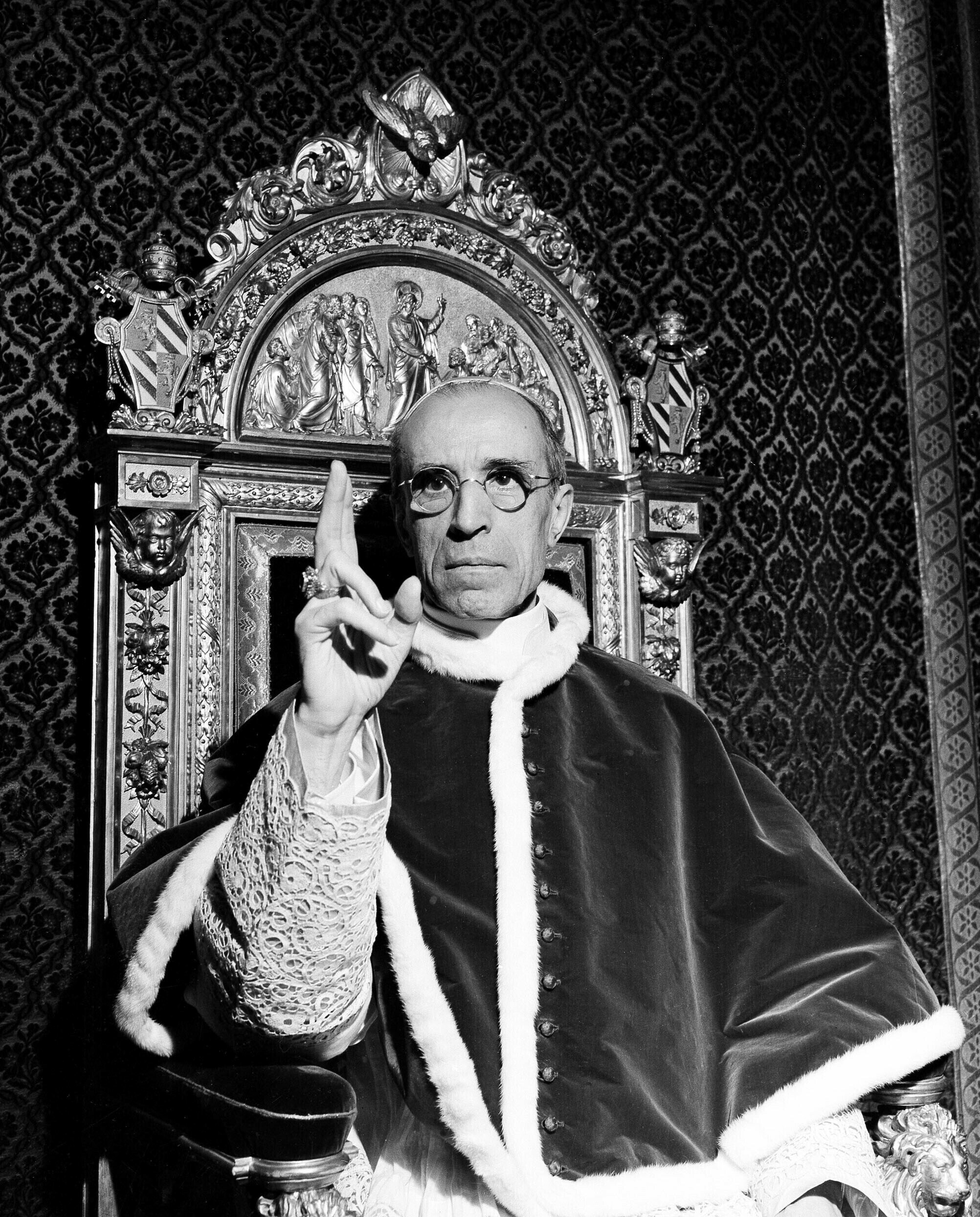
Foto che ritrae papa Pio XII (al secolo Eugenio Pacelli)

L'operazione Rabat (anche nota in tedesco come Aktion Papst) fu un presunto piano della Germania nazista per invadere il Vaticano e catturare il Santo Padre Pio XII, per poi costringerlo a firmare un'enciclica contro il giudaismo e d'intonazione filonazista.
Diversi autori hanno sostenuto l'esistenza di questo complotto per rapire Papa Pio XII, elaborato dai nazisti quando occuparono Roma durante la seconda guerra mondiale; tra questi si citano Karl Wolff, Erwin von Lahousen e Wessel Freytag von Loringhoven, Rudolf Rahn, John Cornwell e Dan Kurzman.
Altri autori hanno invece negato l'esistenza di tale piano: Owen Chadwick, David Alvarez e Robert A. Graham.

## Karl Wolff

### Il piano originale
(Adolf Hitler)
Léon Degrelle, capo dei fascisti belgi, aveva fondato il movimento rexista conservatore e antisemita; esso si ispirava inoltre al nazionalsocialismo cercando di avvicinarsi però ai princìpi cattolici. A inizio del 1944 Degrelle mise a punto un progetto che prevedeva di rapire papa Pio XII per deportarlo in Germania (in Slesia o in Liechtenstein) e costringerlo a firmare un'enciclica la quale doveva condannare il giudaismo e allo stesso tempo approvare il nazionalsocialismo.
Degrelle presentò il piano ad Adolf Hitler. Agenti delle SS erano incaricati di travestirsi da sionisti che dimostrassero di essere in combutta con i partigiani italiani. Questi si dovevano introdurre in Città del Vaticano armati e dovevano sequestrare papa Pacelli. Dopo di che, la Wehrmacht avrebbe messo in scena il (finto) salvataggio del pontefice per poter proteggerlo e quindi portarlo in un luogo maggiormente sicuro, ovvero in Germania. Trasportato lì, la Gestapo, mediante torture doveva riuscire a fargli firmare l'enciclica scritta appositamente.
Hitler decise che il piano per rapire papa Pio XII doveva essere eseguito e lo approvò dandogli il nome in codice operazione Rabat.

### Il piano modificato

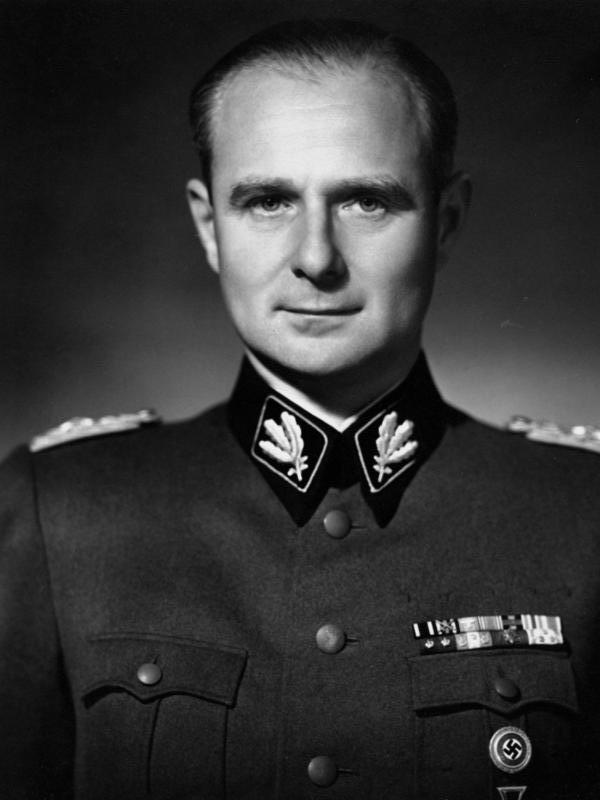
Il generale delle SS Karl Wolff

A Karl Wolff, generale delle SS, e al generale Wilhelm Burgdorf il Führer aveva affidato tale piano. Il generale Wolff, mentre testimoniava al processo di Norimberga, dichiarò di aver disobbedito a un ordine di Hitler per rapire il Papa; egli infatti lo aveva informato di persona la notte del 10 maggio 1944. La maggior parte delle altre accuse riguardanti un complotto per rapire Pio XII si basano su 1.972 documenti e su interviste personali di Wolff, prima della sua morte nel 1984, pubblicati sul quotidiano Avvenire.
Nonostante ciò, il generale Burgdorf, uomo fedele al Führer, elaborò una variazione al piano originale. In primis i sequestratori dovevano essere più che credibili nel loro ruolo. I nazisti dovevano sembrare come degli ebrei che provenivano da Odessa e quindi dovevano provenire dai reparti delle SS ucraine. Per quanto riguarda invece i partigiani italiani, si decise di avvalersi dell'aiuto dato dal generale Enea Navarini, il comandante del Centro addestramento dei reparti speciali della Repubblica Sociale Italiana, un reparto specializzato nella controguerriglia. Le prime esercitazioni del reparto si svolsero nel castello di Bracciano. Ma la loro presenza non sfuggì alla famiglia Orsini, proprietaria del castello, che si insospettì, contattando monsignor Montini (poi papa Paolo VI).

## Dichiarazioni post belliche
Il generale delle SS, Karl Wolff, dichiarò il 9 aprile 1974 presso il tribunale arcivescovile di Monaco di Baviera, durante il processo di beatificazione di Pio XII, di aver ricevuto il 13 settembre 1943, ovvero pochi giorni dopo l'armistizio, l'ordine da parte di Hitler di rapire e deportare papa Pio XII.
(Adolf Hitler a Karl Wolff)